# María Antonieta de las Nieves
María Antonieta Gómez Rodríguez, mais conhecida como María Antonieta de las Nieves (Cidade do México, 22 de dezembro de 1946), é uma atriz, cantora, dubladora e escritora mexicana, célebre mundialmente por interpretar a personagem La Chilindrina (Chiquinha, no Brasil) no seriado mexicano El Chavo del Ocho (Chaves, no Brasil). Em 2021, entrou para o Guinness World Records por ser a atriz que por mais tempo representou uma mesma personagem infantil.

## Biografia

### Carreira
María começou a atuar ainda criança. Aos 14 anos, realizou o seu primeiro trabalho na novela La Leona, na qual era a protagonista. Em 1963 recebeu o prêmio de atriz infantil. Dois anos depois, recebeu novamente o mesmo prêmio.
Em 1968 integrou o elenco da série Chespirito, onde permaneceu até outubro de 1973, quando se afastou das gravações devido à sua gravidez.
María se casou em 9 de julho de 1971 com o locutor e produtor de televisão Gabriel Fernández, com quem teve um filho: Gabriel, nascido em 30 de setembro de 1973. Maria e Gabriel foram casados por 48 anos, até a morte dele em 2019.
Em 1974, foi contratada pela TV Azteca para apresentar o programa Pampa Pipiltzin junto com Julio Lucena, que era exibido de segunda a sexta.
Em março de 1975, voltou a gravar El Chavo del Ocho até julho/agosto de 1992, e no seriado Chespirito, ficou de 1980 até 1994, um ano antes de se encerrarem definitivamente as gravações. Na série Chespirito atuou com as personagens: Chiquinha e Dona Neves em Chaves e também no Doutor Chapatin, Também fez a Vizinha em alguns episódios de Pancada Bonaparte, (Também série de Chespirito) e a personagem "Maruja" em Chaveco.
Em 1994, passou a fazer a série Aquí está la Chilindrina, com apenas 20 episódios que foram reprisados em 5 anos. No mesmo ano, ela também fez um filme como Chiquinha, chamado La Chilindrina en Apuros.
Segundo Maria, Roberto Gómez Bolaños inicialmente deu autorização para ela usar a Chiquinha, mas depois tentou impedir que o programa dela fosse ao ar e também não permitiu que Maria fizesse uma continuação do filme. Isso teria acontecido porque Bolaños não queria que os atores usassem os personagens de Chaves em projetos televisivos após o fim do programa. Maria então decidiu registrar a personagem em seu nome para poder usar a Chiquinha sem nenhum impedimento de Bolaños. Ela iria mudar o nome da personagem para "La Chilis", assim conseguindo os direitos devidos para se apresentar como a personagem, pois Bolaños tinha somente os direitos autorais do nome "Chiquinha". Mas, quando chegou no Instituto Nacional de Direitos do Autor para fazer o registro, Maria descobriu que a Chiquinha estava há 10 anos sem ter seu registro renovado por Bolaños. Ela então fez um novo registro, colocando a Chiquinha, com o mesmo nome do seriado, no nome dela - o que rendeu a Maria um processo judicial movido por Roberto Gómez Bolaños, o qual afirmava ser o detentor dos direitos autorais de "Chiquinha". Bolaños também acusou Maria de ter feito o registro sem falar com ele antes. Maria acabou obtendo os direitos autorais da personagem na Justiça.
Maria alegou que ela poderia sim registrar a Chiquinha e seguir fazendo uso dela porque no México os personagens devem ser registrados a cada 5 anos, sendo que há 10 anos a sua personagem não havia sido registrada por Bolaños. Também alegou que Bolaños só teria criado o nome da personagem, enquanto toda a caracterização foi feita por Maria e ela mesma passou a interpretar a Chiquinha durante anos - o que a tornaria criadora da personagem. Ela também disse que não falou com Bolaños antes de fazer o registro, porque era difícil falar com ele e ele nunca permitiria que ela usasse a Chiquinha.
No ano de 2002, a María sofreu um infarto por conta da situação, conseguindo se recuperar.
Alguns anos depois, em visita a Miami, Maria encontrou Bolaños por pura coincidência, correndo para lhe dar um abraço. O próprio lhe correspondeu com alegria e educação. Ela o questionou "Por que Chespirito? Por que se nos gostamos tanto temos que passar por tudo isso?" e ele culpou a imprensa. Na ocasião, eles combinaram de se encontrar no México, o que não ocorreu.
Até 2003, foi proprietária de um circo, e depois trabalhou em telenovelas. Fez também uma pequena aparição no seriado Skimo da Nickelodeon.
Além da Chiquinha, a atriz é ainda responsável pela criação da Dona Neves, Bruxa Baratuxa (El Chapulín Colorado) e Marujita (Los Caquitos), pois além de atriz ela cria personagens e escreve histórias.
Em 2006, foi lançada a série animada do Chaves. No entanto, devido às disputas judiciais entre María e Bolaños pelos direitos autorais da Chiquinha, a personagem não foi incluída no desenho. Isso não agradou Maria e ela acusou Roberto Gómez Fernández, filho de Bolaños e produtor do desenho, de ter lhe dado um boicote.
Em 13 de outubro de 2011, visitou o Brasil e participou de uma edição especial do Programa do Ratinho no SBT.
Em junho de 2011, supostos funcionários da Televisa estariam fazendo com que os shows de María fossem transferidos de cidades maiores para povoados, e com, isso ela havia decidido se aposentar. Mas desistiu da aposentadoria. Em entrevista, ela declarou que se passou de um mal-entendido, já que a viagem a Colômbia tinha sido interrompida porque a Televisa avisou a artista que não poderia utilizar o nome da personagem.
Em 3 de outubro de 2012, revelou em entrevista ao jornal La Nación que está com fibromialgia, um tipo de doença crônica causadora de dores em diversos pontos no corpo.
Em 23 de janeiro de 2013, ela se reencontrou com Carlos Villagrán, o Quico, em uma matéria para a Estrella TV, canal hispânico dos Estados Unidos. Em entrevistas, María contou que não se dava bem com ele na época das gravações. Porém, após este reencontro, eles se reconciliaram e passaram a ser grandes amigos.
Ainda em 2013, María realizou uma turnê no Brasil com shows em São Paulo, Rio de Janeiro e Porto Alegre. Entretanto, a turnê teve problemas envolvendo a produtora Z Generation durante o show no Rio.
Em 10 de novembro de 2013, o clima foi de festa no Domingo Legal. Celso Portiolli recebeu María ao vivo no palco do programa. Ela relembrou momentos marcantes da personagem no seriado e respondeu a perguntas enviadas pelos internautas. Ela se emocionou em falar de Roberto Gómez Bolaños, disse que tentou várias vezes entrar em contato com ele por cartas e por telefone mas ele nunca respondeu, e disse que o ama muito.
Em 2014, contou a um programa peruano que Florinda Meza foi amante de Carlos Villagrán quando ele era casado. Também contou que Florinda foi amante do próprio Bolaños. E que Carlos e Bolaños nunca tiveram brigas por Florinda e sim por questões da série. Essas declarações foram feitas dias depois de que Bolaños faleceu, o que causou polêmica e teve repercussão negativa. Maria foi criticada por ter dito isso porque muitos entenderam que ela não respeitou o momento de dor que Florinda estava passando com a morte de Roberto. Posteriormente, Maria pediu desculpas a Florinda pelas declarações, mas reafirmou em outras entrevistas que Florinda havia sido amante de Carlos.
No mesmo ano, María revelou sofrer de diabetes.
Declarou, após a morte de Chespirito, que os atritos com ele não eram pessoais, mas num primeiro momento descartou a possibilidade de reconciliação com Roberto Gómez Fernández, filho do humorista; e com o colega dela de elenco Rubén Aguirre, que não a apoiou quando o processo judicial ocorreu.
Em 2015 lançou sua autobiografia, intitulada Había una vez una niña en una vecindad. Conta sobre bastidores da série e inesquecíveis histórias de sua vida. O livro foi vendido em toda América Latina, exceto no Brasil, pois o livro ainda não foi lançado no país.
No fim do ano, anunciou que, a partir de 2016, daria início a uma turnê de despedida da personagem Chiquinha. A turnê passará pelos Estados Unidos e por toda a América Latina e deve durar 10 anos.
Em 2016, María viveu um drama ao ser diagnosticada com problemas de audição. De acordo com informações do jornal mexicano "Basta!", a atriz, que esteve no Brasil três anos antes, está usando aparelho auditivo e deixou de conceder entrevistas por telefone. "Ela não está dando (entrevistas por telefone) porque utiliza aparelhos auditivos e por telefone já não escuta. Para atender à imprensa como merece, ela prefere dar entrevistas presenciais para poder se comunicar corretamente", explicou uma representante da atriz, que aprendeu a falar português para as apresentações no Brasil.
Apesar da deficiência, María retornou ao trabalho em 2017. Ela pretendia voltar a fazer shows pelo país como a personagem que a consagrou. Entretanto, a assessora de María ressaltou que as apresentações iriam depender da saúde do seu marido, Gabriel. "Depende da saúde de seu marido, porque são inseparáveis. No caso dele não poder viajar para acompanhá-la, será o momento decisivo para se aposentar", afirmou. Atualmente, o casal tem cinco netos.
Em março de 2017, María declarou que, por motivos de saúde, está pensando em se mudar para Acapulco.
Pouco depois, concedeu uma entrevista para o apresentador Gugu Liberato em que falou de suas brigas com Bolaños e Florinda Meza. A entrevista foi ao ar em 31 de maio de 2017 no Gugu.
Depois disso, Maria continuou fazendo sua turnê de despedida da Chiquinha. Em 2019, ela apresentou seu show de despedida no Peru, entre os dias 25 de julho e 18 de agosto. Ao mesmo tempo, ela e o seu esposo, sofreram problemas de saúde. Em 15 de setembro de 2019, Maria teve uma grande tristeza: seu marido Gabriel, que já estava doente há anos, faleceu vítima de uma pneumonia. Gabriel foi locutor do Programa Chespirito e fez algumas participações especiais em Chaves. Após a morte de seu marido, Maria disse: "Hoje a minha vida mudou totalmente. O amor da minha vida se foi, não sei mais o que posso ser e não quero dizer nada mais".
Em 2021, Maria fez teste para COVID-19, que deu positivo, mas conseguiu recuperar-se.
Em 2022, após muitos anos de briga, María Antonieta de las Nieves fez as pazes com a família de Roberto Gómez Bolaños. Com isso, a personagem Chiquinha voltará a estar presente em projetos envolvendo a série Chaves.  No mesmo ano, Maria fez uma declaração criticando pessoas que fazem imitações da Chiquinha, entre elas uma pessoa negra, dizendo que estariam atribuindo características adultas a Chiquinha e sexualizando sua personagem. Essas declarações tiveram muita repercussão e fizeram com que Maria fosse acusada de racismo e homofobia no Brasil.

## Filmografia

### Cinema
| Ano  | Título                      | Papel                  | Notas         |
| ---- | --------------------------- | ---------------------- | ------------- |
| 1957 | El Caudillo                 | Neta de Chon           | Não Creditada |
| 1957 | Pulgarcito                  | Flor                   |               |
| 1961 | El Tiro de Gracia           | Rosita                 |               |
| 1961 | Duello Indio                |                        |               |
| 1961 | Enterrado Vivo              | Rosita                 |               |
| 1967 | Un novio para dos hermanas  |                        |               |
| 1968 | María Isabel                |                        |               |
| 1970 | El amor de María Isabel     | Rosa Isela             |               |
| 1975 | La odisea de los muñecos    |                        |               |
| 1979 | El Chanfle                  | Diana/Dona Neves       |               |
| 1982 | El Chanfle 2                | Diana                  |               |
| 1983 | Secuestro en Acapulco       | Carlota                |               |
| 1983 | Don Ratón y Don Ratero      | Mininha, mãe de Rufino |               |
| 1984 | Charrito                    | Estrelinha Perez       |               |
| 1986 | El mas valiente del mundo   |                        |               |
| 1990 | Sor Batalla                 | Freira                 |               |
| 1994 | La Chilindrina en apuros    | Chiquinha/Dona Neves   |               |
| 2018 | Ellas Soledades acompañadas |                        |               |